# Fito y Fitipaldis
Fito y los Fitipaldis est un groupe de rock espagnol, originaire de Bilbao, dans le pays basque. Il est formé en 1998 par Fito Cabrales du groupe Platero y Tú. Son style musical est très varié, alliant rock 'n' roll, blues et soul. Ses paroles parlent souvent d’histoires personnelles.

## Biographie
Le 11 septembre 2006 sort à la vente son album Por la Boca Vive el Pez. Cet album est devenu le no 1 des ventes de AFYVE (disque de platine, avec plus de 100 000 exemplaires vendus en moins de deux semaines). En outre, Fito y Fitipaldis est devenu le premier groupe dont tous les disques studio figurent parmi les 100 meilleurs albums les plus vendus en Espagne. Por la Boca Vive el Pez reçoit un disque de platine pour plus de 240 000 exemplaires distribués.
En octobre 2007, le groupe reçoit un disque de diamant pour avoir vendu plus d'un million d'enregistrements. En 2009, ils sortent leur cinquième album, Antes de que Cuente Diez, qui reçoit un disque d'or tout juste une semaine après sa publication. La même année, Fito Cabrales est récompensé d'un Premio Ondas dans la catégorie meilleur artiste national.
Le 10 novembre 2017 sort la compilation Fitografía. EN mars 2018, ils effectuent une tournée locale appelée 20 años 20 ciudades.

## Membres

### Membres actuels
- Adolfo « Fito » Cabrales - chant, guitare électrique et acoustique
- Javier Alzola - saxophone (depuis 1998)
- Joserra Semperena - orgue Hammond, piano (depuis 2001)
- Carlos Raya - Guitare électrique, guitare slide, pedal steel (depuis 2006)
- Alejandro « Boli » Climent - basse (depuis 2009)
- Daniel Griffin - batterie (depuis 2009)

### Anciens membres
- Txus Alday - guitare
- Miguel Colino - basse
- Cheva - batterie
- Ortuño - percussions
- Gino Pavone - percussions
- Mario Larrinaga - piano
- Jose Alberto Batiz - guitare
- Roberto Caballero - basse
- Ricardo Cantera - batterie
- Chema « Animal » Pérez - batterie
- Fernan Irazoki - batterie.
- Jose « El Niño » Bruno - batterie
- Candy Caramelo - basse, chant, chœurs

## Discographie
- 1998 : A puerta cerrada
- 2001 : Los sueños locos
- 2003 : Lo más lejos a tu lado
- 2004 : Vivo… para contarlo
- 2006 : Por la boca vive el pez
- 2008 : Dos son multitud
- 2009 : Antes de que cuente diez
- 2014 : Huyendo conmigo de mí
- 2021 : Cada vez cadáver